# Audierne

Audierne este o comună în departamentul Finistère, Franța. În 1 ianuarie 2022 avea o populație de 3.708 de locuitori.